# Remix
La remix (oppure remissaggio) è il risultato della modifica di un prodotto mediale attraverso l'aggiunta, la rimozione o il cambiamento di una o più delle sue parti. Spesso con il termine remix si intende una versione alternativa di un brano musicale precedentemente prodotto in versione originale. Può contenere lo stesso testo, o variarlo in alcune parti, o estrapolarne una singola parte. Generalmente la differenza maggiore risiede nell'arrangiamento, nella base ritmica o nella struttura del brano musicale stesso. Una canzone, un'opera d'arte, un libro, un video o una fotografia possono tutti essere “remixati”. La caratteristica principale del remix è quella di modificare un prodotto per creare qualcosa di nuovo.

## Remix nella musica
Tra le tipologie di remix maggiormente note, ricordiamo:
- Extended Remix o Extended Mix: denota la versione di base di durata estesa di un brano musicale, con presenza di spazi idonei per il missaggio da parte del DJ;.
- Radio Edit o Radio Cut: denota generalmente una versione di durata limitata, concepita per essere suonata in radio, priva di spazi per il missaggio da parte del DJ;
- Vocal Mix: denota una versione con musica e testo cantato, a differenza delle versioni solamente strumentali;
- Instrumental Mix: denota una versione esclusivamente strumentale, priva di qualsiasi traccia di cantato;
- Dub Mix: denota una versione prevalentemente strumentale, con alcuni inserimenti di tracce cantate, specialmente in corrispondenza del ritornello;
- Club Mix: denota una versione concepita per un uso nelle discoteche (club).
- Megamix: in esso vengono riprodotti in rapida successione diversi campionamenti di brani. Getta le sue radici nella pratica del campionamento nella disco music e nell'hip hop[2] ed ebbe particolarmente successo negli anni novanta.[3][4][5]

Secondo la lista relativa agli album di remix più venduti nel mondo, Blood on the Dance Floor: HIStory in the Mix di Michael Jackson risulta essere il più venduto con oltre 7 milioni di copie.

## Altri significati di remix
Il remix può essere inteso anche come modifica di altre opere, non solo audio, infatti letteralmente remix vuol dire ri-modifica.
| Remix non solo di audio                                                          |
| -------------------------------------------------------------------------------- |
| - Remix in letteratura - Remix nell'arte - Remix dei media e prodotti di consumo |

Remix dei media e prodotti di consumo:
- AMV (Anime Music Video)

Remix come modifica di anime: YouTube è il portale dove si possono trovare queste opere creative.
Tuttavia, trattandosi di opere che manipolano altre opere audio e video originali coperte dal diritto d'autore, se non debitamente autorizzati gli AMV sono illeciti.
- Remix Os[6]
- RMX (sistema operativo)[7]

## Diritti d'autore
Dato che il remix può utilizzare parti di uno o più prodotti mediali già esistenti (in particolar modo in campo musicale), la questione relativa alla proprietà intellettuale diventa rilevante. Il problema principale è capire se l'autore del remix è libero di ridistribuire il proprio lavoro e in che modo.
Parlando in particolare di remix in campo musicale, se una canzone è sostanzialmente diversa nella forma (ad esempio può utilizzare solo un motivo di una canzone originale modificandolo e rimanere diversa in tutte le altre sue parti), allora può non essere necessariamente considerata un prodotto derivato. Al contrario, se l'autore del remix modifica alcuni elementi (ad esempio gli strumenti o il ritmo), allora il prodotto è chiaramente derivato e soggetto alle leggi del copyright sull'opera dell'autore originale.
Le Creative Commons (CC) sono un'organizzazione no-profit che permette la condivisione e l'uso di prodotti creativi attraverso strumenti legali gratuiti. Hanno creato un sito web dove gli artisti possono condividere il loro lavoro con altri utenti, dando loro la possibilità di usufruirne liberamente, all'interno delle licenze CC. Ogni singolo artista può limitare il copyright nei confronti di specifici utenti o per particolari scopi, continuando però a proteggere gli utenti e l'autore stesso.
Gli esclusivi diritti del proprietario del copyright riguardo azioni come la riproduzione/copia, trasmissione, adattamento e rappresentazione (a meno che non sia licenziata chiaramente) dell'opera, per loro stessa natura riducono le possibilità di utilizzo di materiale coperto da copyright senza permesso. Inevitabilmente i remix andranno incontro a problemi legali quando l'intera opera originale o una sua consistente parte sarà stata riprodotta, copiata, trasmessa, adattata o rappresentata, a meno che un permesso non sia stato ottenuto in precedenza attraverso una concessione volontaria (come le licenze Creative Commons), non ci sia coinvolto un Fair dealing, esista una licenza legale, o un permesso sia stato chiesto ed ottenuto dal proprietario del copyright. Generalmente i giudici ritengono che cosa sarà pari ad una parte rilevante riferendosi alla qualità e non alla quantità e l'importanza della parte presa in relazione al lavoro completo.
Sono state fatte proposte di riforme al riguardo di legge sul diritto d'autore e remix. Nicolas Suzor crede che la legge sul copyright vada rivista in modo da permettere specifici riutilizzi di materiale protetto da copyright senza aver bisogno del permesso del proprietario del copyright dove queste opere derivate siano decisamente trasformative e non si inseriscano sul mercato principale del proprietario dell'originale. Per esempio andrebbero tutelate le opere derivate non commerciali, che non competono sul mercato dell'opera originale.
Il professore di legge dell'università di Stanford Lawrence Lessig ritiene che per la prima volta nella storia la creatività venga soggetta a regolazioni in base a caratteristiche peculiari dei nuovi media. In primo luogo, prodotti ed oggetti culturali digitali possono essere copiati facilmente; in secondo luogo, la legge sul copyright di default richiede il permesso di utilizzo da parte dell'autore. Il risultato di ciò consiste nel fatto che sia necessario ottenere il permesso del proprietario del copyright prima di procedere ad atti di remixaggio e mash-up. Lessig afferma inoltre che il ruolo chiave del remix sia "l'educazione, non tanto per quanto riguarda la legge o ciò che sta attorno, ma piuttosto per ciò che la tecnologia permette di fare; la legge colmerà il divario in seguito". A suo parere per stabilire parametri di utilizzo corretti sarebbe utile che si venissero a creare associazioni che propongano sondaggi e pubblichino resoconti al fine di stabilire norme e comportamenti ragionevoli da tenere nel contesto della comunità. Lessig ritiene infine che le Creative Commons e altre licenze, come ad esempio la General Public License (GNU), siano importanti meccanismi disponibili per gli autori di remix al fine di mitigare l'impatto della legge sul copyright standard.
L'accordo sul fair use permette agli utenti di utilizzare materiali protetti da copyright senza chiedere il permesso all'autore originale (in Italia, il concetto di fair use è stato assimilato all'articolo 70 della legge italiana sul diritto d'autore in seguito alla risposta da parte del governo all'interrogazione del senatore Mauro Bulgarelli). In base a questo accordo, il materiale protetto da copyright deve essere utilizzato all'interno di specifici regolamenti governativi. Il materiale usato ricade sotto al fair use in base alla quantità di contenuto originale utilizzato, alla sua natura, allo scopo cui è rivolto e agli effetti che può avere su un pubblico. Sfortunatamente, non è semplice distinguere fra comportamenti rispettosi e infrazioni del codice sul fair use nel campo del remix. Tuttavia, se il prodotto distribuito dall'autore di remix è completamente nuovo, trasformativo e non a scopo di lucro esso non viola la legge sul copyright. La parola chiave risulta essere "trasformativo", traduzione letterale del termine inglese transformativeness, il quale viene utilizzato proprio per riferirsi alla particolare caratteristica delle opere derivate di trascendere quelle su cui si basano. Di conseguenza i remix sufficientemente modificati o usati chiaramente per un diverso scopo possono essere considerati al riparo da violazioni di copyright.
La Convenzione di Berna per la protezione delle opere letterarie e artistiche, spesso semplicemente chiamata Convenzione di Berna, è un trattato internazionale che mira a proteggere i diritti d'autore delle opere artistiche e letterarie. Firmata il 9 settembre 1886 a Berna, Svizzera, la convenzione è stata periodicamente aggiornata per rispondere alle evoluzioni tecnologiche e sociali, con l'ultimo emendamento significativo avvenuto nel 1979. La convenzione è amministrata dall'Organizzazione Mondiale per la Proprietà Intellettuale (OMPI o WIPO, dall'inglese World Intellectual Property Organization), un'agenzia specializzata delle Nazioni Unite. La Convenzione di Berna stabilisce che le opere create in uno dei paesi aderenti devono ricevere lo stesso trattamento in tutti gli altri paesi firmatari, senza la necessità di formalità aggiuntive. Questa reciprocità garantisce ai creatori di opere letterarie e artistiche, quali libri, musica, dipinti, e film, il riconoscimento e la protezione dei loro diritti d'autore a livello internazionale.

## Principi Fondamentali del Diritto d'Autore
Protezione delle Opere Creative:
Il diritto d'autore protegge le opere originali di carattere letterario, artistico e scientifico, inclusi libri, musica, film, opere teatrali, arti visive, software e banche dati.
Diritti Morali:
Gli autori hanno il diritto di rivendicare la paternità delle loro opere e di opporsi a qualsiasi deformazione, mutilazione o altra modificazione delle stesse che possa essere di pregiudizio al loro onore o alla loro reputazione.
Diritti Patrimoniali:
Gli autori godono di diritti esclusivi di sfruttamento economico delle loro opere, tra cui il diritto di riproduzione, distribuzione, esecuzione pubblica, comunicazione al pubblico, traduzione e adattamento.
Legislazione Nazionale e Internazionale
Convenzione di Berna (1886):
Questo trattato internazionale è uno dei principali strumenti di protezione del diritto d'autore. Stabilisce che le opere create in uno dei paesi aderenti devono essere trattate con gli stessi diritti nei paesi membri, senza la necessità di formalità aggiuntive.
Organizzazione Mondiale per la Proprietà Intellettuale (WIPO):

Un'agenzia specializzata delle Nazioni Unite che amministra trattati internazionali sulla proprietà intellettuale, tra cui la Convenzione di Berna, e promuove la protezione dei diritti d'autore a livello globale.
Direttiva Europea sul Diritto d'Autore:
L'Unione europea ha sviluppato una serie di direttive per armonizzare le leggi sul diritto d'autore tra i suoi Stati membri, facilitando la protezione transfrontaliera delle opere e l'adattamento delle leggi alle nuove tecnologie digitali.
Leggi Nazionali:
Ogni paese ha le proprie leggi sul diritto d'autore che implementano i principi e le norme internazionali. Ad esempio, negli Stati Uniti, il Copyright Act regola la protezione delle opere creative, mentre in Italia la Legge sul Diritto d'Autore (Legge n. 633 del 1941) disciplina la materia.
Durata della Protezione
La durata della protezione del diritto d'autore varia da paese a paese, ma generalmente segue uno standard comune. Ad esempio, la Convenzione di Berna stabilisce una durata minima di protezione per tutta la vita dell'autore più 50 anni dopo la sua morte. Molti paesi, tra cui quelli dell'Unione europea, hanno esteso questa durata a 70 anni post mortem auctoris.
Eccezioni e Limitazioni
Le leggi sul diritto d'autore includono eccezioni e limitazioni per bilanciare i diritti degli autori con l'interesse pubblico. Queste eccezioni permettono l'uso delle opere protette senza autorizzazione in determinati contesti, come l'uso didattico, la critica, la parodia, e il fair use (negli Stati Uniti).
Conclusione
Il diritto d'autore è un elemento cruciale per la protezione della creatività e dell'innovazione. Le sue norme e principi sono fondamentali per garantire che gli autori possano beneficiare del loro lavoro, mentre le eccezioni e limitazioni assicurano che l'accesso alla conoscenza e alla cultura sia bilanciato con i diritti dei creatori.